# Skilanglauf-Scandinavian-Cup 2005/06
Der Skilanglauf-Scandinavian-Cup 2005/06 war eine von der FIS organisierte Wettkampfserie, die am 16. Dezember 2005 in Vuokatti und Sotkamo begann und am 26. Februar 2006 in Nes endete.

## Männer

### Resultate
| 1. Scandinavian Cup in Sotkamo, Vuokatti, 16. bis 18. Dezember 2005 | 1. Scandinavian Cup in Sotkamo, Vuokatti, 16. bis 18. Dezember 2005 | 1. Scandinavian Cup in Sotkamo, Vuokatti, 16. bis 18. Dezember 2005 | 1. Scandinavian Cup in Sotkamo, Vuokatti, 16. bis 18. Dezember 2005 | 1. Scandinavian Cup in Sotkamo, Vuokatti, 16. bis 18. Dezember 2005 |
| ------------------------------------------------------------------- | ------------------------------------------------------------------- | ------------------------------------------------------------------- | ------------------------------------------------------------------- | ------------------------------------------------------------------- |
| Datum                                                               | Disziplin                                                           | Erster Platz                                                        | Zweiter Platz                                                       | Dritter Platz                                                       |
| 16. Dezember 2005                                                   | 15 km Freistil                                                      | Petter Northug                                                      | Maxim Odnodworzew                                                   | Victor Revin                                                        |
| 17. Dezember 2005                                                   | Sprint klassisch                                                    | Martin Larsson                                                      | Øystein Pettersen                                                   | Jewgeni Koschewoi                                                   |
| 18. Dezember 2005                                                   | 15 km klassisch                                                     | Nikolai Tschebotko                                                  | Ville Nousiainen                                                    | Simen Østensen                                                      |

| 2. Scandinavian Cup in Skellefteå, 14. und 15. Januar 2006 | 2. Scandinavian Cup in Skellefteå, 14. und 15. Januar 2006 | 2. Scandinavian Cup in Skellefteå, 14. und 15. Januar 2006 | 2. Scandinavian Cup in Skellefteå, 14. und 15. Januar 2006 | 2. Scandinavian Cup in Skellefteå, 14. und 15. Januar 2006 |
| ---------------------------------------------------------- | ---------------------------------------------------------- | ---------------------------------------------------------- | ---------------------------------------------------------- | ---------------------------------------------------------- |
| Datum                                                      | Disziplin                                                  | Erster Platz                                               | Zweiter Platz                                              | Dritter Platz                                              |
| 14. Januar 2006                                            | 15 km klassisch                                            | Petter Northug                                             | Krister Trondsen                                           | Stig Rune Kveen                                            |
| 15. Januar 2006                                            | 15 km Freistil                                             | Petter Northug                                             | Fredrik Persson                                            | Chris Jespersen                                            |

| 3. Scandinavian Cup in Haanja, 11. und 12. Februar 2006 | 3. Scandinavian Cup in Haanja, 11. und 12. Februar 2006 | 3. Scandinavian Cup in Haanja, 11. und 12. Februar 2006 | 3. Scandinavian Cup in Haanja, 11. und 12. Februar 2006 | 3. Scandinavian Cup in Haanja, 11. und 12. Februar 2006 |
| ------------------------------------------------------- | ------------------------------------------------------- | ------------------------------------------------------- | ------------------------------------------------------- | ------------------------------------------------------- |
| Datum                                                   | Disziplin                                               | Erster Platz                                            | Zweiter Platz                                           | Dritter Platz                                           |
| 11. Februar 2006                                        | 10 km Freistil                                          | John Anders Gaustad                                     | Petter Northug                                          | Øystein Pettersen                                       |
| 12. Februar 2006                                        | 30 km klassisch                                         | Daniel Rickardsson                                      | Fredrik Persson                                         | Roger Aa Djupvik                                        |

| 4. Scandinavian Cup in Nes, 25. und 26. Februar 2006 | 4. Scandinavian Cup in Nes, 25. und 26. Februar 2006 | 4. Scandinavian Cup in Nes, 25. und 26. Februar 2006 | 4. Scandinavian Cup in Nes, 25. und 26. Februar 2006 | 4. Scandinavian Cup in Nes, 25. und 26. Februar 2006 |
| ---------------------------------------------------- | ---------------------------------------------------- | ---------------------------------------------------- | ---------------------------------------------------- | ---------------------------------------------------- |
| Datum                                                | Disziplin                                            | Erster Platz                                         | Zweiter Platz                                        | Dritter Platz                                        |
| 25. Februar 2006                                     | 2 × 15 km Verfolgung                                 | Petter Northug                                       | Geir Ludvig Aasen                                    | Kristen Skjeldal                                     |
| 26. Februar 2006                                     | Sprint Freistil                                      | Øystein Pettersen                                    | Petter Northug                                       | Espen Østlien                                        |

### Gesamtwertung Männer
| Rang | Name                | Punkte |
| ---- | ------------------- | ------ |
| 1    | Petter Northug      | 597    |
| 2    | Øystein Pettersen   | 365    |
| 3    | Fredrik Persson     | 289    |
| 4    | Stig Rune Kveen     | 236    |
| 5    | Roger Aa Djupvik    | 190    |
| 6    | John Anders Gaustad | 179    |
| 7    | Rikard Andreasson   | 178    |
| 8    | Daniel Rickardsson  | 162    |
| 9    | Victor Revin        | 160    |
| 10   | Nikolai Tschebotko  | 158    |
| 11   | Martin Larsson      | 157    |
| 11.  | Krister Trondsen    | 157    |
| 13.  | Martin Sundby       | 155    |
| 14.  | Espen Harald Bjerke | 131    |
| 15.  | Marcus Hellner      | 122    |
| 16.  | Maxim Odnodworzew   | 112    |
| 17.  | Sami Jauhojärvi     | 105    |
| 17.  | Simen Østensen      | 105    |
| 19.  | Toni Närväinen      | 98     |
| 20.  | Gustav Berglund     | 89     |
| 20.  | Chris Jespersen     | 89     |
| 22.  | Brynjar Skjærli     | 85     |
| 23.  | Ville Nousiainen    | 84     |
| 24.  | Geir Ludvig Aasen   | 80     |
| 25.  | Jewgeni Koschewoi   | 76     |
| 26.  | Nicklas Jacobsson   | 75     |
| 27.  | Alexander Schwarz   | 72     |
| 28.  | Eldar Rönning       | 71     |
| 29.  | Paal Bredesen       | 67     |
| 30.  | Morten Eilifsen     | 65     |
| 31.  | Remi Andersen       | 64     |
| 32.  | Lars Högnes         | 63     |
| 33.  | Espen Østlien       | 60     |
| 33.  | Kristen Skjeldal    | 60     |

| Rang | Name                   | Punkte |
| ---- | ---------------------- | ------ |
| 35.  | Kalle Lassila          | 53     |
| 36.  | Kuisma Taipale         | 52     |
| 37.  | Hans Petter Lykkja     | 50     |
| 38.  | Jens Arne Svartedal    | 45     |
| 39.  | John Kristian Dahl     | 42     |
| 40.  | Matti Heikkinen        | 42     |
| 41.  | Niklas Karlsson        | 39     |
| 41.  | Olli Ohtonen           | 39     |
| 41.  | Stein Vidar Thun       | 39     |
| 44.  | Jesse Väänänen         | 38     |
| 45.  | Dimitri Eremenko       | 37     |
| 46.  | Martti Jylhä           | 36     |
| 46.  | Ville Verkama          | 36     |
| 48.  | Jerry Ahrlin           | 34     |
| 48.  | Marko Maaninka         | 34     |
| 50.  | Erik Øvsthus Bakkejord | 29     |
| 51.  | Thomas Ramstedt        | 28     |
| 51.  | Jouni Ratilainen       | 28     |
| 51.  | Kari Varis             | 28     |
| 54.  | Fredrik Karlsson       | 26     |
| 54.  | Tobias Laangberg       | 26     |
| 56.  | Algo Kärp              | 24     |
| 56.  | Kusti Kittilä          | 24     |
| 56.  | Vital Martsyv          | 24     |
| 56.  | Eirik Säves            | 24     |
| 56.  | Svein Tore Sinnes      | 24     |
| 61.  | Lars Krogsveen         | 23     |
| 61.  | Matias Strandvall      | 23     |
| 63.  | Kent Ove Clausen       | 22     |
| 63.  | Alexander Batyuk       | 22     |
| 65.  | Ola Erik Heen Mö       | 20     |
| 65.  | Fredrik Östberg        | 20     |
| 67.  | Mikael Ojala           | 19     |
| 67.  | Madis Vaikmaa          | 19     |

| Rang | Name                    | Punkte |
| ---- | ----------------------- | ------ |
| 69.  | Tommy Aasen             | 18     |
| 69.  | Jaan Kallak             | 18     |
| 69.  | Teemu Kalliojärvi       | 18     |
| 72.  | Martin Johansson        | 16     |
| 72.  | Rune Muller             | 16     |
| 72.  | Oleksandr Puzko         | 16     |
| 72.  | Öyvind Sandbakk         | 16     |
| 72.  | Fredrik Uusitalo        | 16     |
| 77.  | Fredrik Byström         | 15     |
| 77.  | Arnstein Finstad        | 15     |
| 77.  | Tor Erik Schjellerud    | 15     |
| 80.  | Andreas Domeij          | 14     |
| 80.  | Martti Himma            | 14     |
| 80.  | Roman Leybyuk           | 14     |
| 80.  | Öystein Solbjörg        | 14     |
| 80.  | Timo Toppari            | 14     |
| 85.  | Mychajlo Humenjak       | 13     |
| 85.  | Kristian Horntvedt      | 13     |
| 85.  | Matti Kylmälä           | 13     |
| 85.  | Haakan Löftström        | 13     |
| 85.  | Tauno Told              | 13     |
| 90.  | Raul Olle               | 12     |
| 90.  | Ari Palolahti           | 12     |
| 90.  | Atle Bjerkli            | 12     |
| 93.  | Magnus Carlsson         | 11     |
| 93.  | Kalle Gräfnings         | 11     |
| 93.  | Peder Kjärnli           | 11     |
| 96.  | Mikael Mutikainen       | 10     |
| 96.  | Bjarne Nas              | 10     |
| 96.  | Tero Similä             | 10     |
| 96.  | Kristian Sveaas Skrödal | 10     |
| 96.  | Priit Talves            | 10     |

## Frauen

### Resultate
| 1. Scandinavian Cup in Sotkamo, Vuokatti, 16. bis 18. Dezember 2005 | 1. Scandinavian Cup in Sotkamo, Vuokatti, 16. bis 18. Dezember 2005 | 1. Scandinavian Cup in Sotkamo, Vuokatti, 16. bis 18. Dezember 2005 | 1. Scandinavian Cup in Sotkamo, Vuokatti, 16. bis 18. Dezember 2005 | 1. Scandinavian Cup in Sotkamo, Vuokatti, 16. bis 18. Dezember 2005 |
| ------------------------------------------------------------------- | ------------------------------------------------------------------- | ------------------------------------------------------------------- | ------------------------------------------------------------------- | ------------------------------------------------------------------- |
| Datum                                                               | Disziplin                                                           | Erster Platz                                                        | Zweiter Platz                                                       | Dritter Platz                                                       |
| 16. Dezember 2005                                                   | 10 km Freistil                                                      | Alena Sidko                                                         | Ine Wigernæs                                                        | Katja Ruotsalainen Hiipakka                                         |
| 17. Dezember 2005                                                   | Sprint klassisch                                                    | Alena Sidko                                                         | Natalja Matwejewa                                                   | Mariana Handler                                                     |
| 18. Dezember 2005                                                   | 10 km klassisch                                                     | Anna Karin Strömstedt                                               | Annmari Viljanmaa                                                   | Ine Wigernæs                                                        |

| 2. Scandinavian Cup in Skellefteå, 14. und 15. Januar 2006 | 2. Scandinavian Cup in Skellefteå, 14. und 15. Januar 2006 | 2. Scandinavian Cup in Skellefteå, 14. und 15. Januar 2006 | 2. Scandinavian Cup in Skellefteå, 14. und 15. Januar 2006 | 2. Scandinavian Cup in Skellefteå, 14. und 15. Januar 2006 |
| ---------------------------------------------------------- | ---------------------------------------------------------- | ---------------------------------------------------------- | ---------------------------------------------------------- | ---------------------------------------------------------- |
| Datum                                                      | Disziplin                                                  | Erster Platz                                               | Zweiter Platz                                              | Dritter Platz                                              |
| 14. Januar 2006                                            | 10 km klassisch                                            | Maria Rydqvist                                             | Katja Ruotsalainen Hiipakka                                | Sara Lindborg                                              |
| 15. Januar 2006                                            | 10 km Freistil                                             | Charlotte Kalla                                            | Katja Ruotsalainen Hiipakka                                | Marjo Korander                                             |

| 3. Scandinavian Cup in Haanja, 11. und 12. Februar 2006 | 3. Scandinavian Cup in Haanja, 11. und 12. Februar 2006 | 3. Scandinavian Cup in Haanja, 11. und 12. Februar 2006 | 3. Scandinavian Cup in Haanja, 11. und 12. Februar 2006 | 3. Scandinavian Cup in Haanja, 11. und 12. Februar 2006 |
| ------------------------------------------------------- | ------------------------------------------------------- | ------------------------------------------------------- | ------------------------------------------------------- | ------------------------------------------------------- |
| Datum                                                   | Disziplin                                               | Erster Platz                                            | Zweiter Platz                                           | Dritter Platz                                           |
| 11. Februar 2006                                        | 5 km Freistil                                           | Milla Saari                                             | Katja Ruotsalainen Hiipakka                             | Kina Swidén                                             |
| 12. Februar 2006                                        | 15 km klassisch                                         | Pirjo Porvari                                           | Lena Jensen                                             | Katja Ruotsalainen Hiipakka                             |

| 4. Scandinavian Cup in Nes, 25. und 26. Februar 2006 | 4. Scandinavian Cup in Nes, 25. und 26. Februar 2006 | 4. Scandinavian Cup in Nes, 25. und 26. Februar 2006 | 4. Scandinavian Cup in Nes, 25. und 26. Februar 2006 | 4. Scandinavian Cup in Nes, 25. und 26. Februar 2006 |
| ---------------------------------------------------- | ---------------------------------------------------- | ---------------------------------------------------- | ---------------------------------------------------- | ---------------------------------------------------- |
| Datum                                                | Disziplin                                            | Erster Platz                                         | Zweiter Platz                                        | Dritter Platz                                        |
| 25. Februar 2006                                     | 2 × 7,5 km Verfolgung                                | Vibeke Skofterud                                     | Ann-Eli Tafjord                                      | Kina Swidén                                          |
| 26. Februar 2006                                     | Sprint Freistil                                      | Pirjo Manninen                                       | Ida Ingemarsdotter                                   | Siri Halle                                           |

### Gesamtwertung Frauen
| Rang | Name                        | Punkte |
| ---- | --------------------------- | ------ |
| 1    | Katja Ruotsalainen Hiipakka | 444    |
| 2    | Annmari Viljanmaa           | 368    |
| 3    | Pirjo Porvari               | 303    |
| 4    | Kina Swidén                 | 297    |
| 5    | Ingvild Aas                 | 222    |
| 6    | Lena Jensen                 | 217    |
| 7    | Marjo Korander              | 207    |
| 8    | Alena Sidko                 | 200    |
| 9    | Laila Selbæk                | 197    |
| 10   | Ida Ingemarsdotter          | 185    |
| 11   | Maria Rydqvist              | 176    |
| 11.  | Ine Wigernæs                | 176    |
| 13.  | Milla Saari                 | 172    |
| 14.  | Anna-Karin Strömstedt       | 160    |
| 15.  | Pirjo Muranen               | 148    |
| 16.  | Charlotte Kalla             | 145    |
| 17.  | Ann-Eli Tafjord             | 131    |
| 18.  | Sara Lindborg               | 117    |
| 19.  | Natalja Matwejewa           | 104    |
| 20.  | Siri Halle                  | 103    |
| 21.  | Mona-Liisa Malvalehto       | 100    |
| 21.  | Vibeke Skofterud            | 100    |
| 23.  | Kirsi Antila                | 90     |
| 24.  | Ida Olsson                  | 88     |
| 25.  | Astrid Jacobsen             | 81     |
| 25.  | Susanne Nyström             | 81     |
| 27.  | Mariana Handler             | 74     |
| 28.  | Kati Venäläinen-Sundqvist   | 71     |
| 29.  | Lena Pedersen               | 51     |
| 30.  | Maria Gräfnings             | 50     |
| 31.  | Elina Hietamäki             | 46     |
| 32.  | Kaisa Varis                 | 45     |
| 33.  | Emma Bergman                | 44     |
| 34.  | Marit Liland Fredriksen     | 42     |
| 34.  | Satu Salonen                | 42     |
| 36.  | Silja Suija                 | 40     |
| 36.  | Kristina Zotova             | 40     |

| Rang | Name                  | Punkte |
| ---- | --------------------- | ------ |
| 38.  | Silja Tarvonen        | 39     |
| 39.  | Laura Alba            | 38     |
| 40.  | Riikka Sarasoja-Lilja | 38     |
| 40.  | Sofia Bleckur         | 37     |
| 40.  | Jaanika Kalev         | 37     |
| 43.  | Sigrid Aas            | 36     |
| 43.  | Anne Mäkinen          | 36     |
| 45.  | Ulrica Persson        | 34     |
| 46.  | Therese Engen         | 33     |
| 46.  | Miia Tuovila          | 33     |
| 48.  | Ingrid Vikman         | 32     |
| 49.  | Irene Eder            | 30     |
| 49.  | Jenny Hansson         | 30     |
| 51.  | Kirsi Perälä          | 29     |
| 51.  | Guro Ström Solli      | 29     |
| 53.  | Kadri Lehtla          | 28     |
| 54.  | Ann-Mary Ähtävä       | 26     |
| 54.  | Christine Mathiesen   | 26     |
| 56.  | Ingrid Urdahl         | 23     |
| 56.  | Mari Vahviala         | 23     |
| 58.  | Ellen Sandbakken      | 22     |
| 59.  | Anna Haag             | 21     |
| 60.  | Jorann Öye Rossbö     | 20     |
| 60.  | Kaidi Udras           | 20     |
| 62.  | Wita Jakymtschuk      | 18     |
| 62.  | Kaisi Udumä           | 18     |
| 64.  | Mia Eriksson          | 17     |
| 64.  | Niina Hietakangas     | 17     |
| 64.  | Tatjana Mannima       | 17     |
| 67.  | Piret Pormeister      | 16     |
| 67.  | Eva Svensson          | 16     |
| 69.  | Irina Terentjeva      | 15     |
| 70.  | Kateryna Hryhorenko   | 14     |
| 70.  | Kristel Laurson       | 14     |
| 72.  | Marit Rjabov          | 13     |
| 72.  | Anna Simberg          | 13     |
| 72.  | Ragnhild Skjärli      | 13     |

| Rang | Name                           | Punkte |
| ---- | ------------------------------ | ------ |
| 75.  | Kaili Sirge                    | 12     |
| 76.  | Helen Irves                    | 11     |
| 76.  | Marthe Katrine Myhre           | 11     |
| 76.  | Kjersti Nordberg               | 11     |
| 79.  | Stine Haugen                   | 10     |
| 79.  | Elisabeth Judaas               | 10     |
| 81.  | Solfried Braathen              | 9      |
| 81.  | Terhi Tuukkanen                | 9      |
| 81.  | Liis Uiga                      | 9      |
| 81.  | Lydia Benedicte Weydahl        | 9      |
| 85.  | Silje Kreken Almeland          | 8      |
| 85.  | Kari Vikhagen Gjeitnes         | 8      |
| 85.  | Lada Nesterenko                | 8      |
| 85.  | Marie-Helen Söderman           | 8      |
| 89.  | Berthe Annette Svenkerud       | 7      |
| 89.  | Ingri Aunet Tyldum             | 7      |
| 91.  | Marthe Kristine Hafsahl Karset | 6      |
| 91.  | Ulla Kiili                     | 6      |
| 91.  | Karoline Skoog                 | 6      |
| 94.  | Carlin Andersson               | 5      |
| 94.  | Urpu Tanner                    | 5      |
| 94.  | Tiina Taskinen                 | 5      |
| 97.  | Anne Kyllönen                  | 4      |
| 97.  | Maryna Lissohor                | 4      |
| 97.  | Kristin Rönnestrand            | 4      |
| 97.  | Hanna Seppas                   | 4      |
| 97.  | Merethe Braathen Sinnes        | 4      |
| 102. | Ingrid Narum                   | 3      |
| 102. | Heli Peltonen                  | 3      |
| 104. | Marlene Grön                   | 2      |
| 104. | Tiril Schjölerberg             | 2      |
| 104. | Jessica Strandholm             | 2      |
| 104. | Elise Aunet Tyldum             | 2      |
| 104. | Tatjana Zavalij                | 2      |
| 109. | Johanna Persson                | 1      |